# 王飞跃 (1961年)
王飞跃（1961年11月—），男，浙江东阳人，生于山东青岛，中国智能控制专家，中国科学院自动化研究所研究员。主要研究领域为复杂系统、智能控制、智能机器人、无人驾驶等。

## 生平
1982年毕业于山东化工学院化机系化机专业，获工学学士学位。1984年毕业于浙江大学力学系固体力学专业，获工学硕士学位。在浙江大学力学系任教两年后，赴美国伦斯勒理工学院计算机与系统工程专业深造，1990年获博士学位。此后在美国亚利桑那大学先后任助教授、副教授。1998年初作为中华人民共和国国家计划委员会“引入海外杰出人才”计划回国，担任中国科学院自动化研究所研究员。2002年底，担任新成立的复杂系统与智能科学重点实验室主任。2003年当选IEEE Fellow。2005年担任西安交通大学软件学院院长。2006年至2010年，担任中国科学院自动化研究所副所长。2007年当选为国际自动控制联合会会士，同年当选国际计算机协会杰出科学家称号。2009年获IEEE智能交通系统学会杰出贡献奖和智能交通杰出应用奖。2011年被追溯为国防领域首位“千人计划”国家特聘专家。2012年受聘为北京交通大学顾问教授暨兼职博士生导师。2013年推动共建青岛智能产业技术研究院，担任首任院长。2014年获诺伯特·维纳奖。2015年受聘为北方工业大学电气与控制工程学院名誉院长。2016年荣获“全国优秀科技工作者”荣誉称号。2017年开始担任徐工集团独立董事。